# サガン・セチェン
サガン・セチェン（モンゴル語: Saγan sečen/Саган сэцэн, 中国語: 薩甘台吉, 1604年 - 1641年以降）とは、北元末期から清初にかけて活躍したオルドス部の領侯。モンゴル年代記『蒙古源流』を編纂したことで知られる。サガン・セチェン・ホンタイジ(Saγan sečen qongtayiǰi)、エルケ・セチェン・ホンタイジ(Erke sečen qongtayiǰi)とも称される。また、清朝で編纂された漢文史料ではサガン・タイジ(薩甘台吉/薩干台吉)として現れる。
古い書籍ではサナン・セチェン(Sanan sečen)とも記されるが、研究の進展によって「サガン・セチェン(Saγan sečen)」こそが正しい名称であると判明している。

## 概要
サガン・セチェンの生涯については基本的に『蒙古源流』に記されることしか分かっていない。サガン・セチェンの先祖は16世紀初頭にモンゴルの再統一を果たしたダヤン・ハーンの息子バルス・ボラトで、バルス・ボラトはジノンの称号を与えられてオルドス部の統治を委ねられていた。バルス・ボラトの息子がグン・ビリク・メルゲン・ジノン、その息子がノム・タルニ・フワ・タイジ、更にその息子がホトクタイ・セチェン・ホンタイジである。ホトクタイ・セチェン・ホンタイジはチベット仏教の導入やオイラトの討伐など多くの功績を挙げた人物で、サガン・セチェンは自らの先祖としてホトクタイの業績を特筆している。
ホトクタイ・セチェン・ホンタイジの息子がオルジェイ・イルドゥチ・ダルハン・バートル・セチェン・ホンタイジ、その息子がバト・ダルハン・バートル・セチェン・ホンタイジであり、その息子こそがサガン・セチェンである。『蒙古源流』には以下のように記されている。
この記述によると、サガン・セチェンは1604年生まれで、11歳の時に曾祖父ホトクタイ・セチェン・ホンタイジに因む「サガン・セチェン・ホンタイジ」という称号を与えられ、17歳の時から大臣(tüsimel)としてオルドス部の政事に参画していたという。また、1627年には当時のオルドス部君主(ジノン)であったリンチェン・ジノンからハン(qan)の称号を与えられている。
サガン・セチェンの生まれた1604年はチャハル部でリンダン・ハーンが大ハーンに即位した年でもあるが、この頃モンゴルでは大ハーンが実権を失い諸部族が半独立状態となって久しく、また東方では後金(後の清朝)が勢力を拡大するという不穏な情勢にあった。このような情勢の最中、リンダン・ハーンは武力で以て全モンゴルを再統一することを計画し、西進してハラチン・ハーン家、トゥメト・ハーン家などを滅ぼし傘下に入れた。
当時オルドス部を治めていたリンチェン・ジノンはハラチンやトゥメトと違ってチャハルのリンダン・ハーンに好意的で、オルドス部はチャハル部のモンゴル統一運動に協力することになった。この時、サガン・セチェンもチャハル軍と行動を共にし、チャハルの家臣ジュラト・バートル・キャー、メンドゥケイ・ダルハン・キャー、ランソ・イルドゥチ・バートルらと親交を結んだ。
しかし、1634年にはリンダン・ハーンが青海方面に出兵している間に後金軍によって内モンゴル西部フフホト一帯は占領されてしまい、リンダン・ハーンもまたそれから間もなく病死してしまった。そこでサガン・セチェンはリンチェン・ジノンにチャハルと手を切るよう進言し、オルドス軍は同年の内にチャハル軍と行動を別にしてオルドス高原に帰還した。この時、リンチェン・ジノンはサガン・セチェンのそれまでの功績を賞して「エルケ・セチェン・ホンタイジ」という称号を与えたという。
清朝に服属したオルドス部は定期的に清朝に朝貢することなったが、サガン・セチェンも何度か清朝への朝貢に参加している。『大清太宗実録』には崇徳2年にサガン・タイジ(薩甘台吉)が海塞を派遣したこと、崇徳6年にはリンチェン・ジノンとともにサガン・タイジ自身が太宗ホンタイジの下を訪れたことを記録している。この記録以降、サガン・セチェンの動向は途絶える。

## 『蒙古源流』
正式なタイトルはQad-un ündüsün-ü erdeni-yin tobči(ハドン・ウンドゥスヌ・エルデニイン・トヴチ）で、直訳すると「帝王の源流の宝玉の史綱」となるが、清朝で漢訳された際のタイトル「蒙古源流」の名で広く知られている。
『蒙古源流』にはサガン・セチェンの出自・体験・歴史観が色濃く反映されていると指摘されている。例えば、バルス・ボラトによるハーン位簒奪は多くのモンゴル年代記の中で『蒙古源流』のみが唯一触れていないが、これはバルス・ボラトの直系の子孫に当たるサガン・セチェンが先祖の行為を隠蔽しようとしたためと見られている。
また、『蒙古源流』より後に編纂されたモンゴル年代記の多くがリンダン・ハーンのモンゴル統一事業を否定的に扱い、清朝を褒め称えるが、『蒙古源流』のみはリンダン・ハーンに好意的な記述をしている。これはサガン・セチェンが実際にリンダン・ハーンと行動を共にしていた経験が影響していると見られる。

## 家系
- バト・モンケ・ダヤン・ハーン（Batu möngke Dayan qaγan）
  - バルス・ボラト・サイン・アラク・ジノン（Barsu bolad Sayin alaγ ǰinong）
    - グン・ビリク・メルゲン・ジノン（Шитү Тайж）
      - ノム・タルニ・フワ・タイジ（Хонгор Тайж）
        - ホトクタイ・セチェン・ホンタイジ（Бамбухур Тайж）
          - オルジェイ・イルドゥチ・ダルハン・バートル・セチェン・ホンタイジ（Чин  ван Төмөр）
            - バト・ダルハン・バートル・セチェン・ホンタイジ（баяр  Төмөр）
              - サガン・エルケ・セチェン・ホンタイジ（Saγan Erke sečen qongtayiǰi）